# Al-Hamdanijja (Syria)
Al-Hamdanijja (arab. الحمدانية) – wieś w Syrii, w muhafazie Idlib. W 2004 roku liczyła 770 mieszkańców.